# داغني بانغ
داغني بانغ (بالنرويجية البوكمول: Dagny Bang)‏ هي طبيبة نرويجية، ولدت في 8 يونيو 1868 في كريستيانية في النرويج، وتوفيت في 11 أغسطس 1944 بسبب سرطان.